# لويس دودز
لويس دودز (بالإنجليزية: Louis Dodds)‏ (8 أكتوبر 1986 بشفيلد في المملكة المتحدة - ) هو لاعب كرة قدم بريطاني في مركز الوسط. لعب مع بورت فايل وليستر سيتي ونادي روتشديل ونورثويتش فيكتوريا ولينكولن سيتي أف سي.

## وصلات خارجية
- لويس دودز على موقع قاعدة بيانات كرة القدم.إي يو (الإنجليزية)
- لويس دودز على موقع Soccerbase.com (لاعب) (الإنجليزية)